# Sensibilidad del terremoto
Se llama sensibilidad del terremoto a la supuesta en una persona que dice tener la capacidad de predecir los terremotos. Sensitivos notables incluyen al geólogo estadounidense Jim Berkland, quien propone que la sensibilidad debe ser científicamente empleada en la predicción de terremotos.
Los sensitivos a menudo dicen sentir los efectos físicos y mentales que se manifiestan antes de un terremoto, como zumbido de oídos, mareos, dolores de cabeza, sueños vívidos, ansiedad y visiones.

## Sensibilidad
No hay evidencia de que los sensitivos a terremotos son realmente capaces de predecir los terremotos y los síntomas que afirman tener para predecirlos han sido muy controvertidos. No hay prueba científica de que esta capacidad sea efectiva. Un estudio psicológico realizado a Jim Berkland reveló que sus "capacidades" eran infundadas. Gene Emery realizó un seguimiento psicológico a Clarisa Bernhardt, quien también afirma poder sentir los terremotos antes de que ocurran, y llegó a la conclusión de que sus predicciones no eran verdaderas.  En 1976, Clarisa Bernhardt falsamente predijo un terremoto muy grande, que se esperaba fuera de magnitud 8 en Carolina del Norte.

## Causas
Según la terapeuta Reneau Z. Peurifoy, las supuestas causas de la sensibilidad humana a los terremotos son similares a las causas de la sensibilidad de terremotos en animales. Cuando la presión se acumula antes de un terremoto, el cristal de cuarzo en el interior de la Tierra se deforma y crea una carga eléctrica. Este fenómeno, conocido como el efecto piezoeléctrico, puede enviar señales eléctricas a los animales. Se ha teorizado que algunos sensitivos también puede reaccionar a un cambio en el electromagnetismo de un área causado por el aumento de las tensiones en las fallas geológicas. También existe la posibilidad de que el radón emitido antes de un terremoto, es suficiente para ser notado por los seres humanos sensibles.

## Síntomas señalados
- Dolor de cabeza/Migraña[6]
- Sonidos extraños en los oídos[6]
- Sueños[6]
- Ansiedad[6]
- Visiones[6]
- Erecciones espontáneas[6]